# Ersu
Ersu (en Xinès: 尔苏; Ěrsū) és la llengua pròpia parlada a l'oest de Sichuan pel poble ersu. És la més parlada de les tres varietats ersuiques, que formen part de les llengües qiàngiques. El 1982 tenia 13.000 parlants.
Sun documenta l'ús de l'ersu als municipis de Zeluo 则拉乡 (o Zela 则洛), al districte de Yutian 玉田区, i a la comarca de Ganluo 甘洛县, de la regió de Sichuan.
L'ersu actualment es classifica dins del subgrup meridional del qiàngic, a la família de les llengües sinotibetanes, encara que se n'ha qüestionat l'afiliació a causa de la manca d'informació sobre la història de llengua i no s'han especificat els criteris per classificar-la.

## Informació general
Es disposa de pocs textos conservats en ersu, per tant, no se sap gaire sobre la història de les persones que el parlaven. S'ha formulat la teoria que els antics parlants d'ersu provenien de Tibet, o eren de grups ètnics emparentats com els yis, però hi ha certes evidències que la presència de l'ersu és anterior fins i tot a l'assentament dels yi en aquella àrea. Els yis, que van migrar durant la Dinastia Tang a les regions properes on vivien els ersu, es referien a aquests com "els aborígens". Per això, s'argumenta que el poblament dels ersu en el lloc on poden ser trobats ara no deu ser posterior al començament de la dinastia Tang.

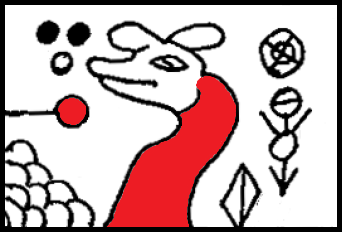

### Sistema d'escriptura
Inicialment la majoria del poble ersu no sabien llegir ni escriure, per tal com no hi havia tampoc textos escrits que representessin la seva llengua vernacla. Els únics que coneixien un sistema d'escriptura eren els oficiants d'una religió pròpia del poble ersu anomenada shaba.
Es creia que els shaba "ho sabien tot de dalt el cel i de sota la terra", i posseïen poders màgics que els permetien recitar les escriptures per invocar la pluja o per maleir els enemics dels ersus. Actualment encara n'hi ha a les comunitats ersu i són presents en esdeveniments importants com celebracions, casaments i funerals.
També són importants perquè molt probablement eren les úniques persones capaces de llegir l'única forma d'escriptura de l'ersu que s'ha trobat en la història, coneguda actualment com a escriptura pictogràfica shaba. No se sap gaire sobre aquest sistema d'escriptura, només que se'n transmet el coneixement de pare a fill mascle (no filla) en una família shaba. Avui hi ha menys de 10 persones que saben llegir l'escriptura shaba i moltes menys que el poden entendre a la regió.

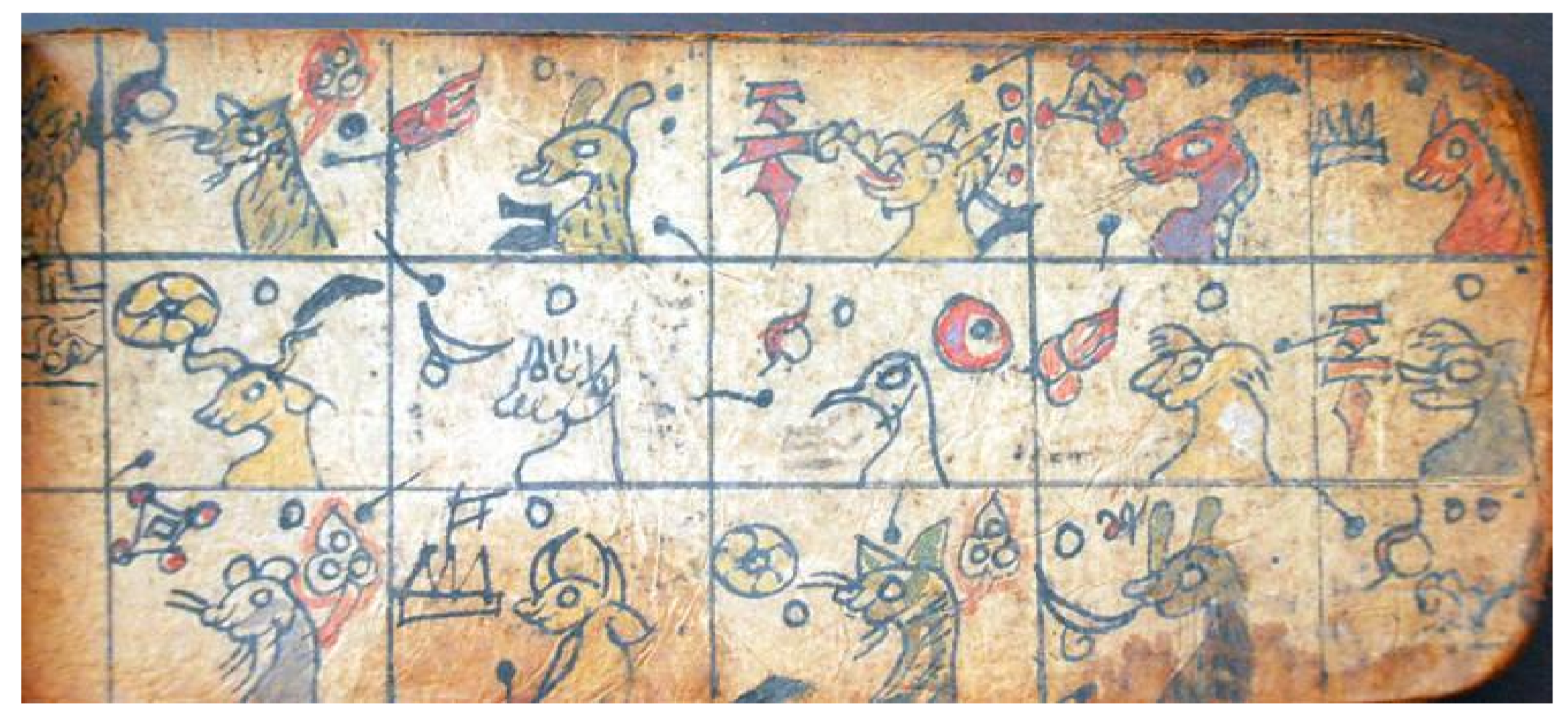

Hi ha aproximadament 200 caràcters shaba independents que no estan directament relacionats amb la llengua parlada dels ersus. Un caràcter pot correspondre amb una o més síl·labes. Sovint cal agafar diverses línies de paraules per explicar un caràcter. Cada aspecte de la "imatge" pot portar un significat. Cada animal diferent normalment indica dates o mesos diferents. Els colors també tenen un significat, sovint associat amb els "cinc elements": el metall és fosc, la fusta és verda, l'aigua és gris fosc, el foc és vermell, i la terra és groga.

## Fonologia

### Consonants
L'ersu té 37 consonants inicials simples i 22 grups consonàntics inicials. No té consonants finals de síl·laba, excepte en els manlleus del mandarí.
La taula següent mostra el sistema fonològic de parlants d'aproximadament 50 anys i més joves. Tots els sons d'aquesta taula són d'inici de síl·laba, excepte els nasals, que es poden utilitzar ocasionalment també com una síl·laba independent.

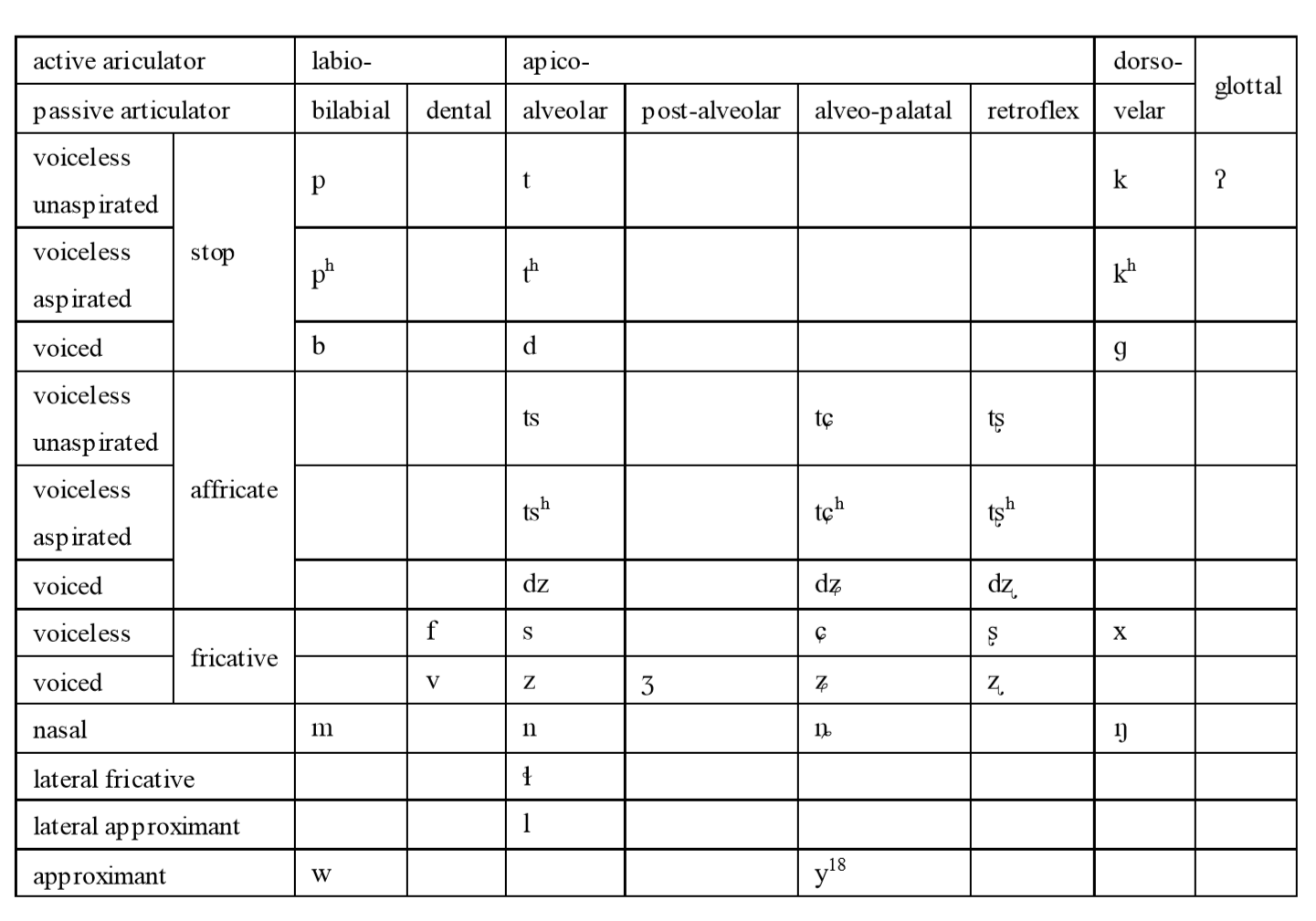
Inventari fonològic de les consonants de l'ersu.

Hi ha 22 grups consonàntics inicials, divuit dels quals són compostos de dues consonants i quatre són compostos de 3 consonants. Són les següents:

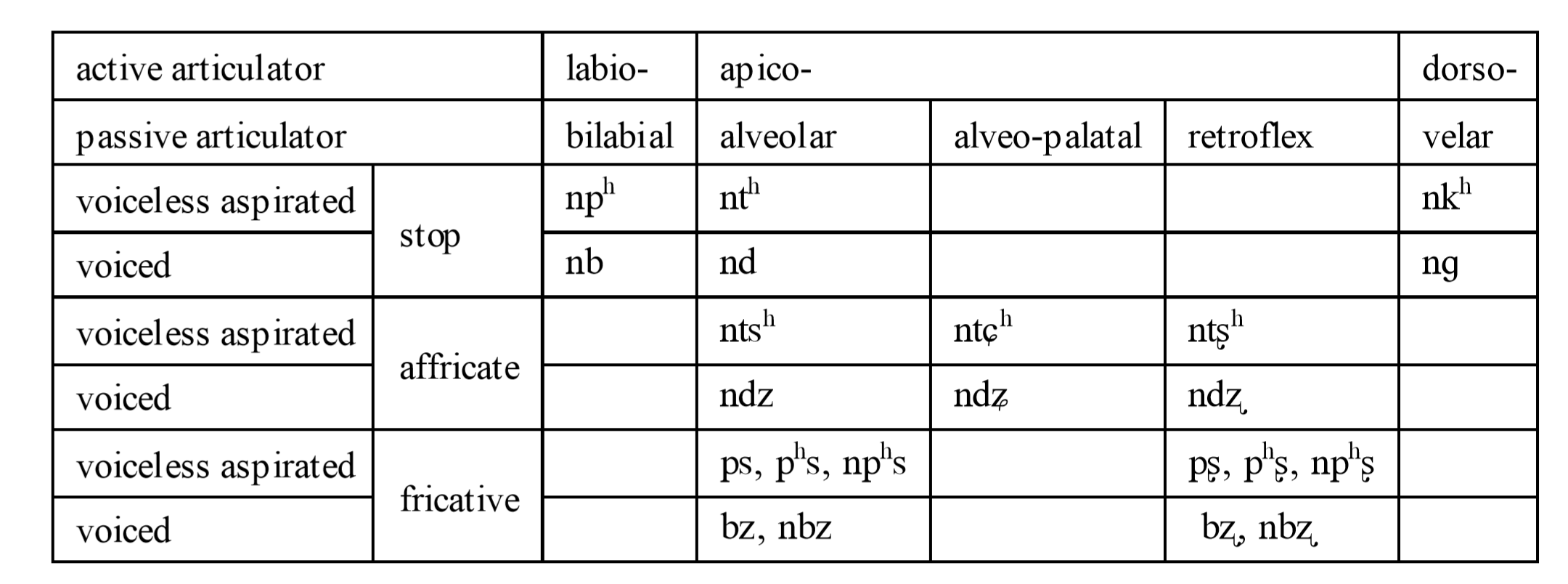
Grups consonàntics inicials de l'ersu.

Hi ha també algunes restriccions en les vocals que poden precedir un grup consonàntic (cluster) i és generalment més limitat que el nombre de vocals que poden precedir una consonant simple.

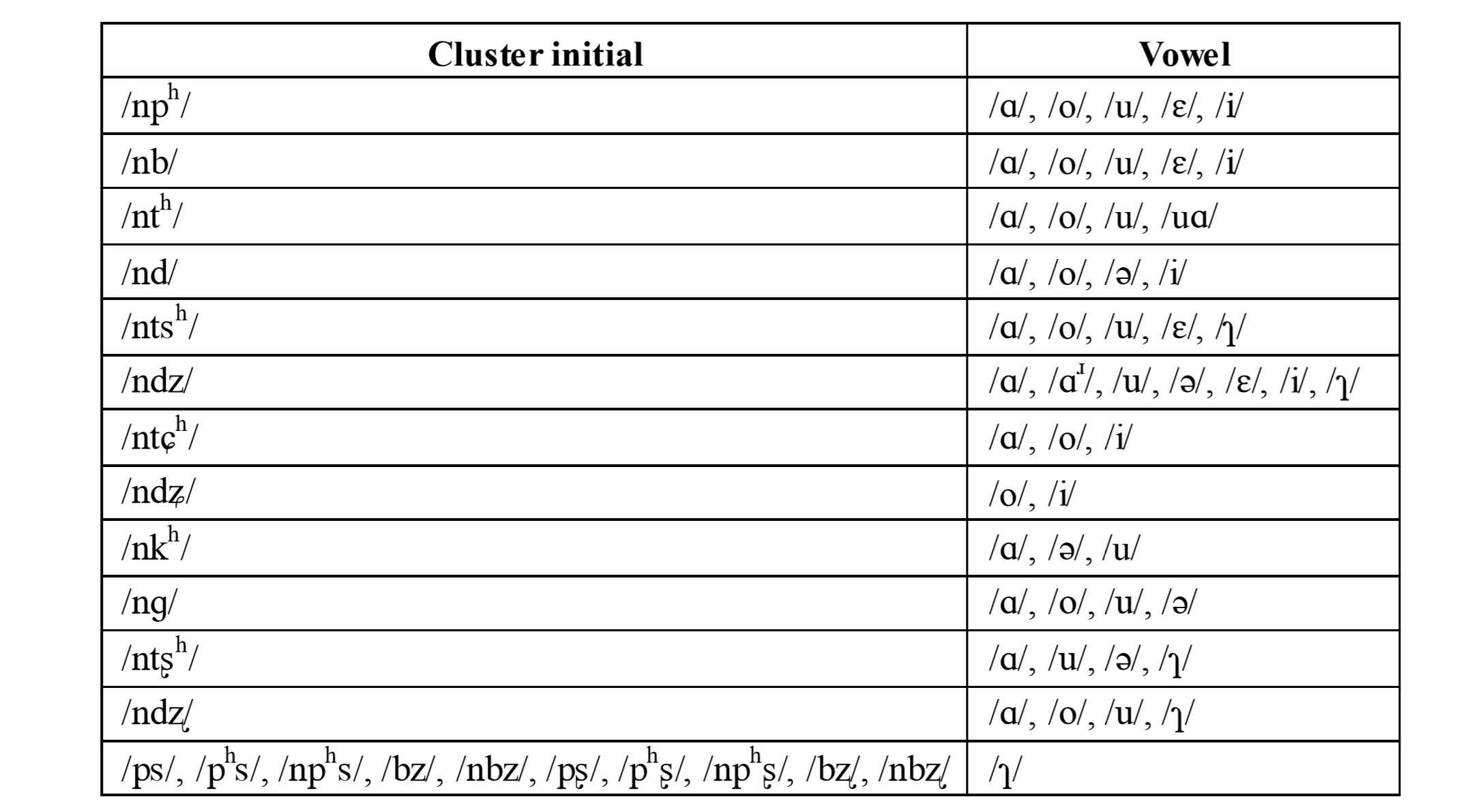
Grups consonàntics inicials de l'ersu i gràfic de vocals.

### Vocals
El sistema vocàlic de l'ersu inclou set vocals bàsiques, tres vocals ròtiques, sis diftongs, i un triftong. L'ersu no té vocals nasalitzades, tanmateix, n'hi ha en paraules manllevades del xinès. No hi ha cap vocal llarga.
Les set vocals bàsiques són: /i/, /y/, /u/, /ɛ/, /ə/, /ɑ/ i /o/. Les tres vocals vocals ròtiques són: /ɑɹ/, /əɹ/, i /oɹ/.
Hi ha també sis diftongs, tres de creixents i tres de decreixents. Els diftongs creixents són /iɛ/, /iɑ/ i /uɑ/. Els tres diftongs decreixents acaben amb una vocal /i/ dèbil, però comencen amb una vocal forta. Són: /ui/, /ɛi/, i /ɑi/. Amb tot, els diftongs no són freqüents en ersu, es troben només en unes quantes paraules, llevat del diftong /uɑ/ que es troba en un gran nombre de paraules, i darrere d'una varietat de consonants inicials com /kh/, /k/, /n/, /ŋ/, /l/, /tsh/, /ʂ/, i /x/.
/uɑo/ És l'únic triftong que té l'ersu, i es troba només en una paraula: [zuɑo] 'bol'.

### Estructura de la síl·laba i tipus
El patró bàsic de síl·laba és CV. C Pot ser una consonant sola o grup consonàntic. V pot ser una vocal sola, un diftong, o un triftong. Les paraules originàries de l'ersu no contenen consonants finals de síl·laba. Cada síl·laba té un nucli format per una vocal, un diftong, o un triftong, i molt rarament una vocal nasalitzada.
Sovint una síl·laba pot ser senzillament V o C. Les vocals /ɑ/, /ɑɹ/ i /əɹ/ poden funcionar com una síl·laba V. Les nasals /m/, /n/, i /ŋ/ també pot formar síl·labes independents com a C, tanmateix són molt més rares.
Finalment, hi ha el patró NCV, el qual es refereix a síl·labes nasalitzades, on N representa un so nasal /n/ o /m/. La resta de l'estructura és el mateix que els CV bàsics referits abans.

### El to
La unitat en què se sustenta el to és la síl·laba, i cada síl·laba té obligatòriament un to assignat. Hi ha dos tons amb parells mínims contrastats: nivell alt, i nivell mitjà. L'assignació de tons en un morfema particular o en una paraula és imprevisible, encara que les dades suggereixen que el to de nivell alt és molt més freqüent que el mitjà. El contorn de tonalitat dels tons de l'ersu també és molt menys estable o consistent en comparació amb el xinès mandarí, i sovint té una variació contextual.
El quadre següent és un exemple de parells mínims de paraules amb diferències tonals (amb la traducció a l'anglès). El to mitjà està marcat amb el signe d'accent obert [`], el to alt no està indicat amb cap signe.

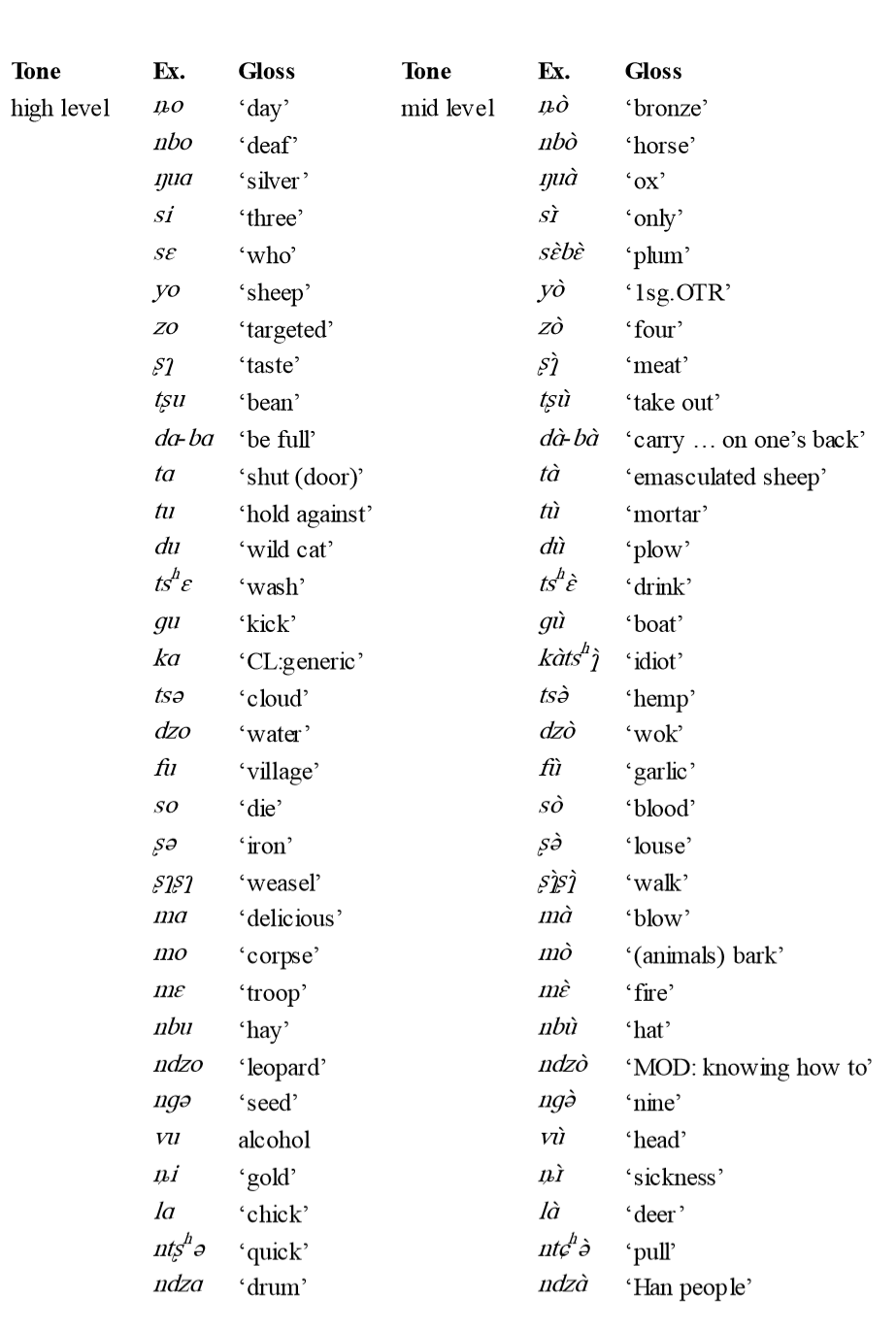
Comparació de parells mínims de to en ersu

### Fonologia dels manlleus
Hi ha evidències que els manlleus del tibetà i del yi s'han incorporat sense adaptació. Algunes de les paraules tenen exactament la mateixa pronunciació que el tibetà o Yi paraules. Hi ha certa polèmica sobre si aquest fet constitueix o no una evidència suficient de la pertinença dels ersu a la nacionalitat tibetana.
L'ersu també té una gran quantitat de manlleus del xinès mandarí. Aquestes paraules principalment provenen de la varietat que porta els sistema de to de les varietats del mandarí del sud-oest, al qual ens referirem d'ara endavant com a "Mandarí". Segons Zhang, la majoria de manlleus del Mandarí ocorren en els textos relatius a temps moderns com converses llargues, textos procedimentals i autobiogràfics. En un context històric, el mandarí pràcticament no es troba, almenys fins a una data tan tardana com la dècada de 1980.
L'ersu generalment utilitza paraules del mandarí de dues maneres diferents:
1. Manlleus directes del mandarí sense cap adaptació, de forma força evident, la qual cosa comporta l'ús de vocals nasalitzades, que són manllevades de Mandarí i poden aparèixer en la parla quotidiana, tot que no formen part del seu sistema fonemàtic.
2. Adaptació del mandarí a l'ersu per fer que la sonoritat s'assembli més a l'ersu. Això s'aplica a paraules que s'han manllevat des de fa més temps, i també en la parla dels majors de 70 anys. En la imatge següent, la manera com l'ersu adapta paraules del mandarí.

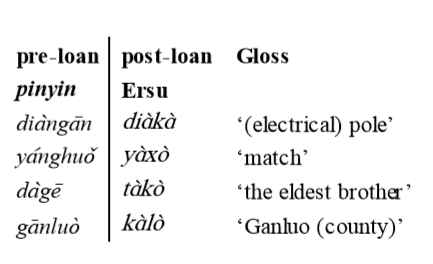
Adaptació del mandarí a l'ersu

- Les nasals finals del mandarí s'eliminen quan s'adapta, més probablement a causa de la manca de consonants finals originàriament en ersu.
- Quan hi ha diftongs en mandarí que també existeixen en ersu, es manlleven directament. Tanmateix, per als diftongs que té el mandarí i que no existeixen en ersu, només es manté una de les vocals del diftong mandarí. Normalment només es manté la vocal posterior.Per exemple, /uo/ s'adapta per mantenir /o/ en lèxic ersu.
- /ə/ I /ɤ/ en Mandarí sempre esdevenen /o/ en Ersu.
- Tots els tons del mandarí es transformat al to mitjà de l'ersu.
- Dues excepcions notables són les adaptacions de les paraules del mandarí per 'ànec' i 'oca'. Són síl·labes obertes en mandarí, però s'adapten amb una consonant final nasalitzada i una oclusiva glotal a l'inici de la paraula.

## Substantius
Els noms o substantius en ersu poden ser tant monomorfèmics com compostos i poden ser derivats verbals o oracions substantivades. Els nominalitzadors són afixos o marcadors que s'afegeixen a la paraula, com per exemple: marcador agentiu=su, marcador intencional=li, marcador temporal/locatiu=ʂə`, i marcador locatiu/instrumental=ta. Molts termes de parentiu i els termes direccionals agafen el prefix ɑ-. També poden poden portar marcadors de cas, com el marcador genitiu=yɪ, l'acusatiu = vɑ, el comitatiu =phɛ, etc. Finalment, hi ha sis substantius relators en ersu que segueixen un substantiu i denoten tant ubicació com temporalitat.

## Sistema numeral

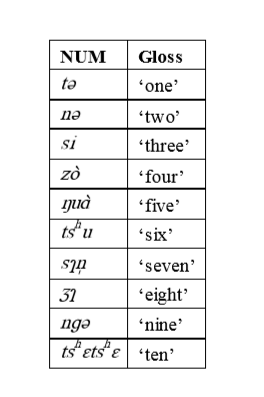
Nombres cardinals en Ersu

Hi ha deu numerals cardinals, de l'1 al 10, i la resta són numerals compostos. A diferència de moltes altres llengües, l'ersu no té una paraula per al "zero".
Tots els nombres majors que deu són numerals compostos. Tanmateix, la formació dels numerals més grans no és només l'addició de nombres cardinals ajuntats.
- Els nombres de 10 a 19 usen la base tshɛ (deu)
- Els nombres de 20 a 39 usen la base tshɿ (deu)
- Els nombres de 40 a 99 usen la base zɿ (deu)

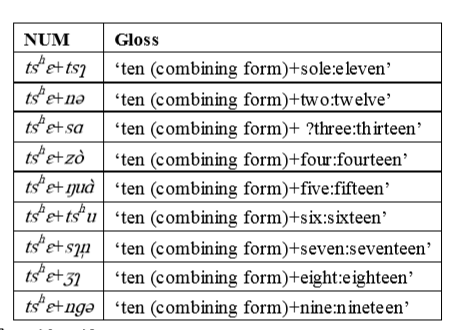
Sistema de número compost 10-19 en Ersu

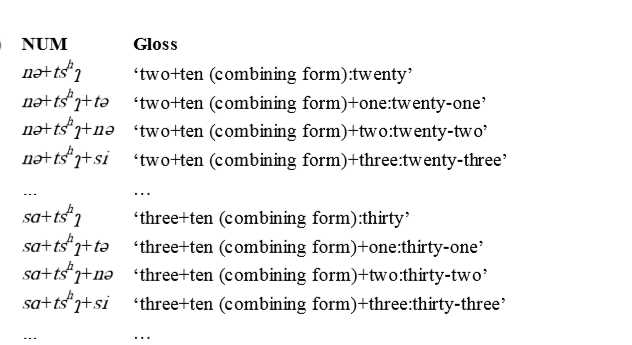
Ersu Números compostos 20-39

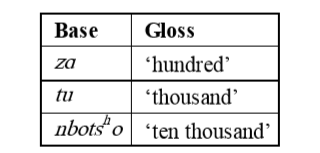
Bases numerals per als números més grans que 100

- Els nombres superiors a 100 són compostos amb tres bases i no hi ha cap base més gran de deu mil.